# Platygaster canestrinii
Platygaster canestrinii är en stekelart som först beskrevs av Camillo Rondani 1866.  Platygaster canestrinii ingår i släktet Platygaster och familjen gallmyggesteklar. Inga underarter finns listade i Catalogue of Life.